# Gran Premio Nacional (Uruguay)
El Gran Premio Nacional es una carrera de purasangres, Grado I, para caballos de tres años, con un recorrido de 2500 metros. Se disputa en noviembre (la primera edición fue en el 1888) en Hipódromo de Maroñas, en Montevideo, Uruguay. Es la última prueba de la Triple Corona uruguaya.